# Pseuduvarus vitticollis
Pseuduvarus vitticollis är en skalbaggsart som först beskrevs av Karl Henrik Boheman 1848.  Pseuduvarus vitticollis ingår i släktet Pseuduvarus och familjen dykare. Inga underarter finns listade i Catalogue of Life.